# Oder-Havel-Kanal

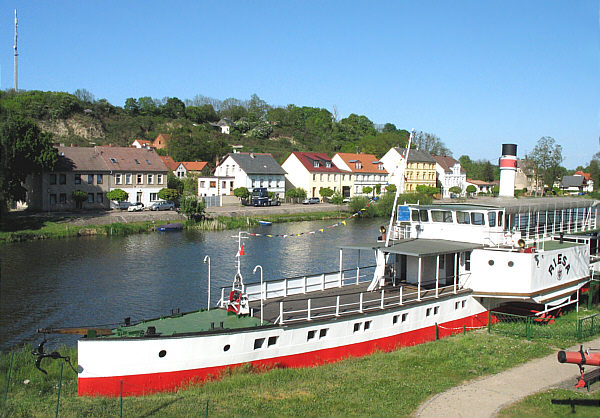
Die Oderhaltung des Oder-Havel-Kanals in Oderberg

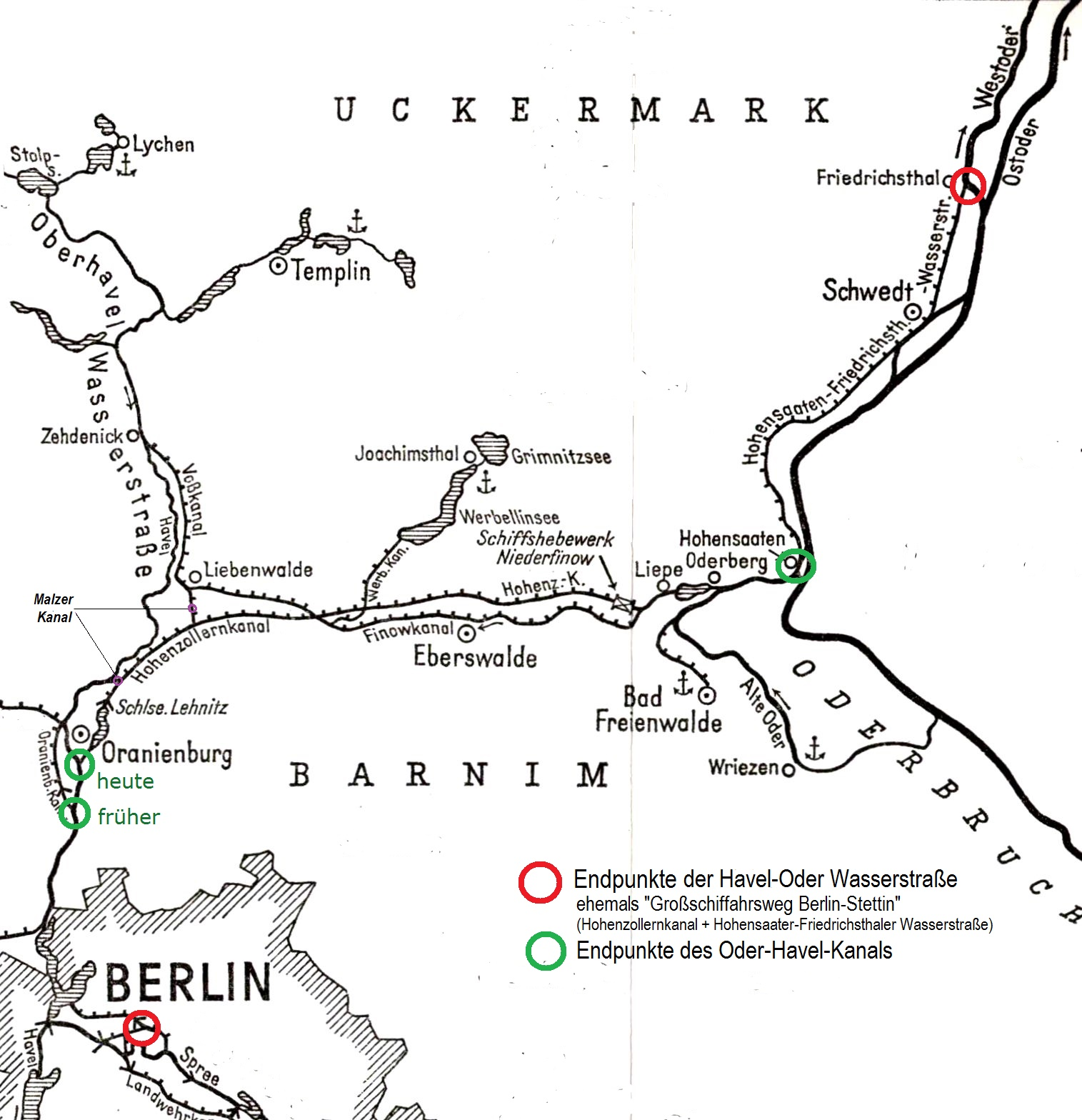
Plan mit den Endpunkten des Oder-Havel-Kanals

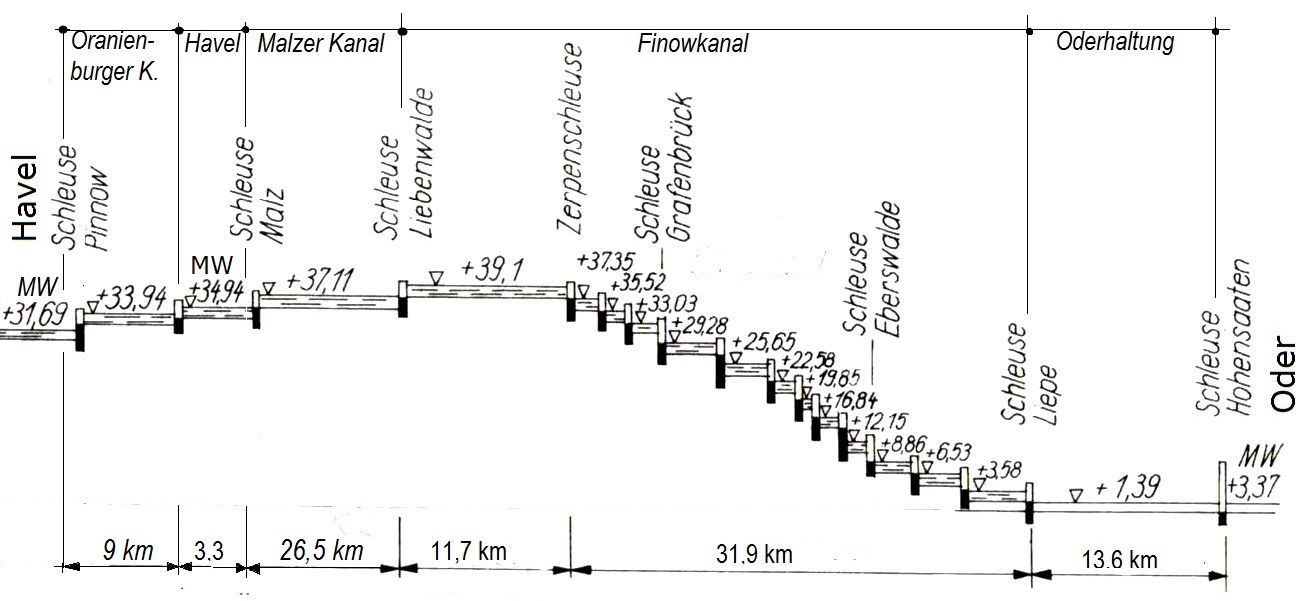
Profil des Oder-Havel-Kanals im ursprünglichen Verlauf:
Folge aus Finowkanal (inkl. Oderhaltung), Malzer und Oranienburger Kanal (und ein kurzes Stück Havel zwischen den Letzteren)

Als Oder-Havel-Kanal wird die schiffbare Verbindung zwischen der Oder bei Hohensaaten und der Havel südlich von Oranienburg bezeichnet. Der Name wurde erstmals im 19. Jahrhundert für die Folge aus dem bereits bestehenden Finowkanal (inkl. Oderhaltung) und den beiden damals gebauten Havel-Seitenkanälen Malzer und Oranienburger Kanal (inkl. ein kurzes Stück Havel zwischen beiden) verwendet.
1914 wurde die z. T. auf geänderter Trasse neu- und ausgebaute und nach Berlin (Havel) und nach Stettin (Oder) verlängerte Verbindung unter dem Namen Großschiffahrtsweg Berlin–Stettin in Betrieb genommen, worauf die Bezeichnung Oder-Havel-Kanal außer Gebrauch kam. Sie wurde aber wieder seit 1945 – jetzt für den gesamten Schifffahrtsweg zwischen Berlin und der neuen Grenze zu Polen südlich von Stettin – gebraucht. Der Name Großschiffahrtsweg Berlin–Stettin hatte sich nämlich nicht durchgesetzt, stattdessen war etwa 30 Jahre lang mindestens zwischen Berlin und der Oder bei Hohensaten Hohenzollernkanal der gängige Name. 1945 wurde sowohl Letzterer als auch der Namensteil Stettin nicht mehr für passend gehalten. «Vom ursprünglichen „Großschiffahrtsweg Berlin–Stettin“ fehlen … die beiden Enden. Die Metropolen, die er doch verbinden sollte, sind zumindest aus dem Namen verschwunden.»
Nach der Deutschen Wiedervereinigung wurde der Großschifffahrtsweg als Bundeswasserstraße mit der Bezeichnung Havel-Oder-Wasserstraße (HOW) in das Bundeswasserstraßengesetz aufgenommen. Der Name Oder-Havel-Kanal (OHK) wird weiterhin, aber  nur für die Teilstrecke der HOW zwischen der Oder bei Hohensaaten und der Havel südlich von Oranienburg benutzt. Sein Verlauf ist auch größtenteils anders als im 19. Jahrhundert, und sein Endpunkt an der Havel ist auch nicht mehr der südliche Endpunkt des Oranienburger Kanals, sondern der Abzweig des Kanals aus der Oranienburger Havel bei Lehnitz.
Zuständig für die Verwaltung des OHK ist das Wasserstraßen- und Schifffahrtsamt Oder-Havel.

## Anmerkung
1. ↑  Den Namen Hohenzollernkanal hatte Kaiser Wilhelm II. bei der Einweihungsfeier 1914 gebraucht und populär gemacht. Er wurde bis 1945 und für den West-Berliner Teil zwischen Plötzensee und Havel amtlich noch bis 1990 gebraucht. In der Westberliner Öffentlichkeit verstand man außerdem auch weiterhin unter diesem Namen den gesamten Wasserweg bis mindestens zur Oder bei Hohensaaten, s. z. B. im  West-Berliner Verlag Duncker & Humblot erschienenen Sachbuch von Werner Natzschka: Berlin und seine Wasserstraßen.